# Sáránd

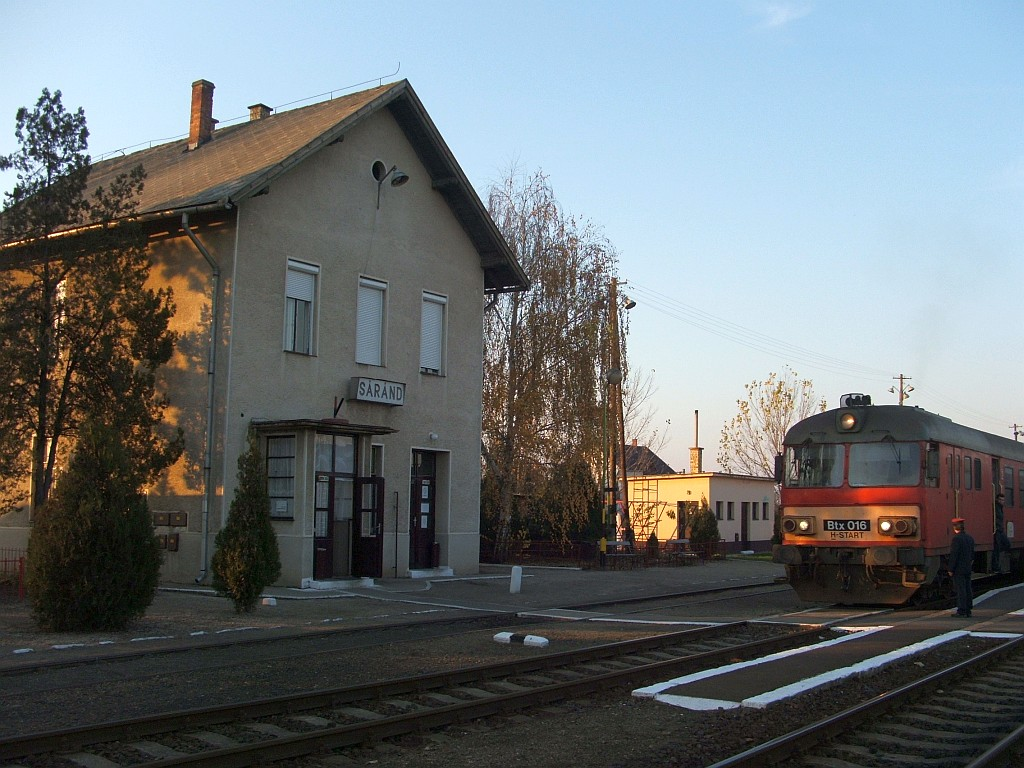
Bahnhof in Sáránd

Sáránd ist eine ungarische Gemeinde im Kreis Derecske im Komitat Hajdú-Bihar.

## Geografie
Sáránd liegt im Osten von Ungarn, 13 Kilometer südlich des Komitatssitzes Debrecen und grenzt an folgende Gemeinden:
|                | Mikepércs                                   |            |
| Hajdúszoboszló | Kompassrose, die auf Nachbargemeinden zeigt | Hajdúbagos |
|                | Derecske                                    |            |

## Geschichte
Die ersten Zeugnisse gehen auf die Zeit zwischen 324 und 337 und den Limes Sarmatiae (Csörsz-árok) zurück.

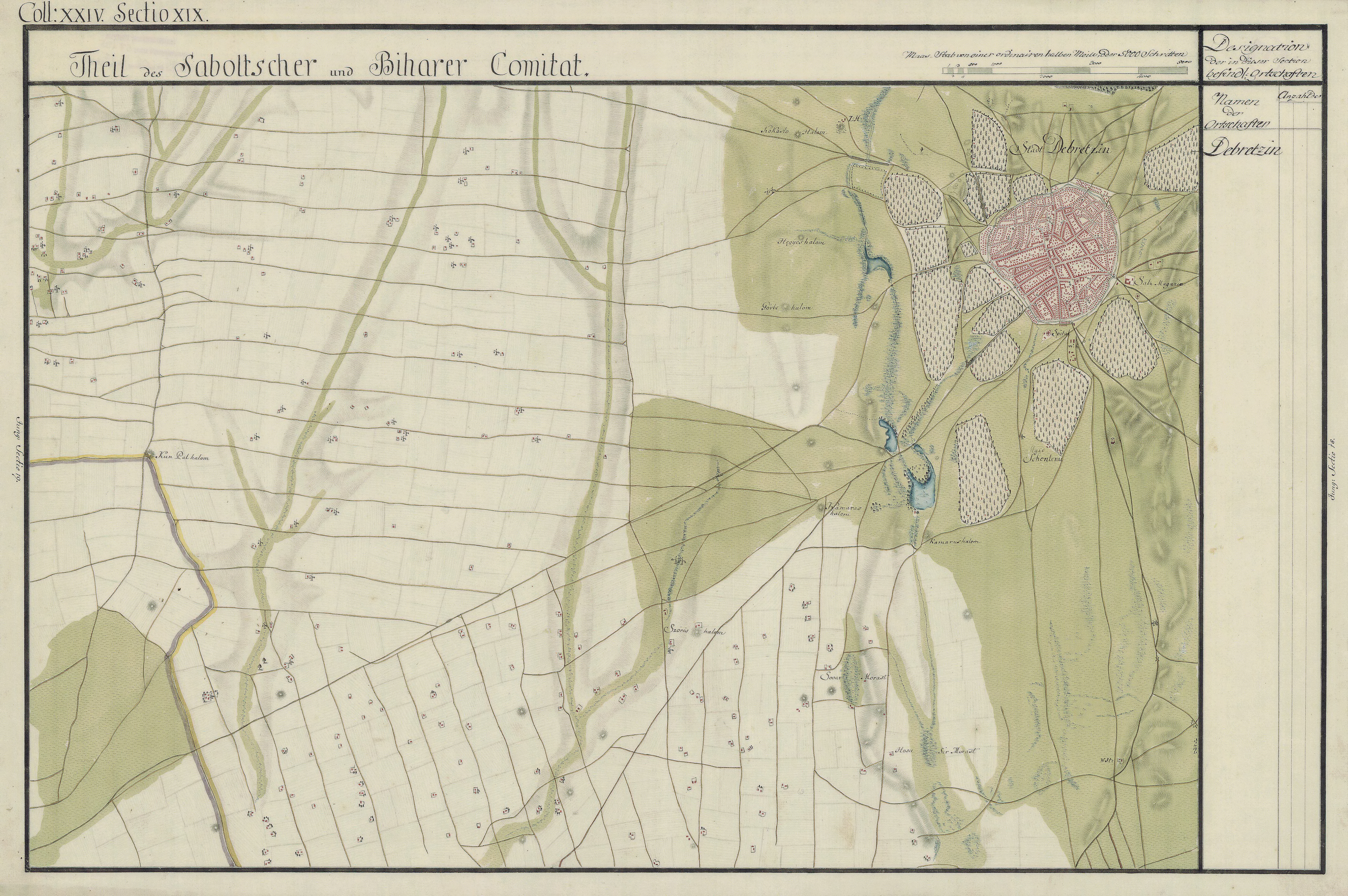
Sárand (rechts oben) um 1782 (Aufnahmeblatt der Josephinischen Landesaufnahme)
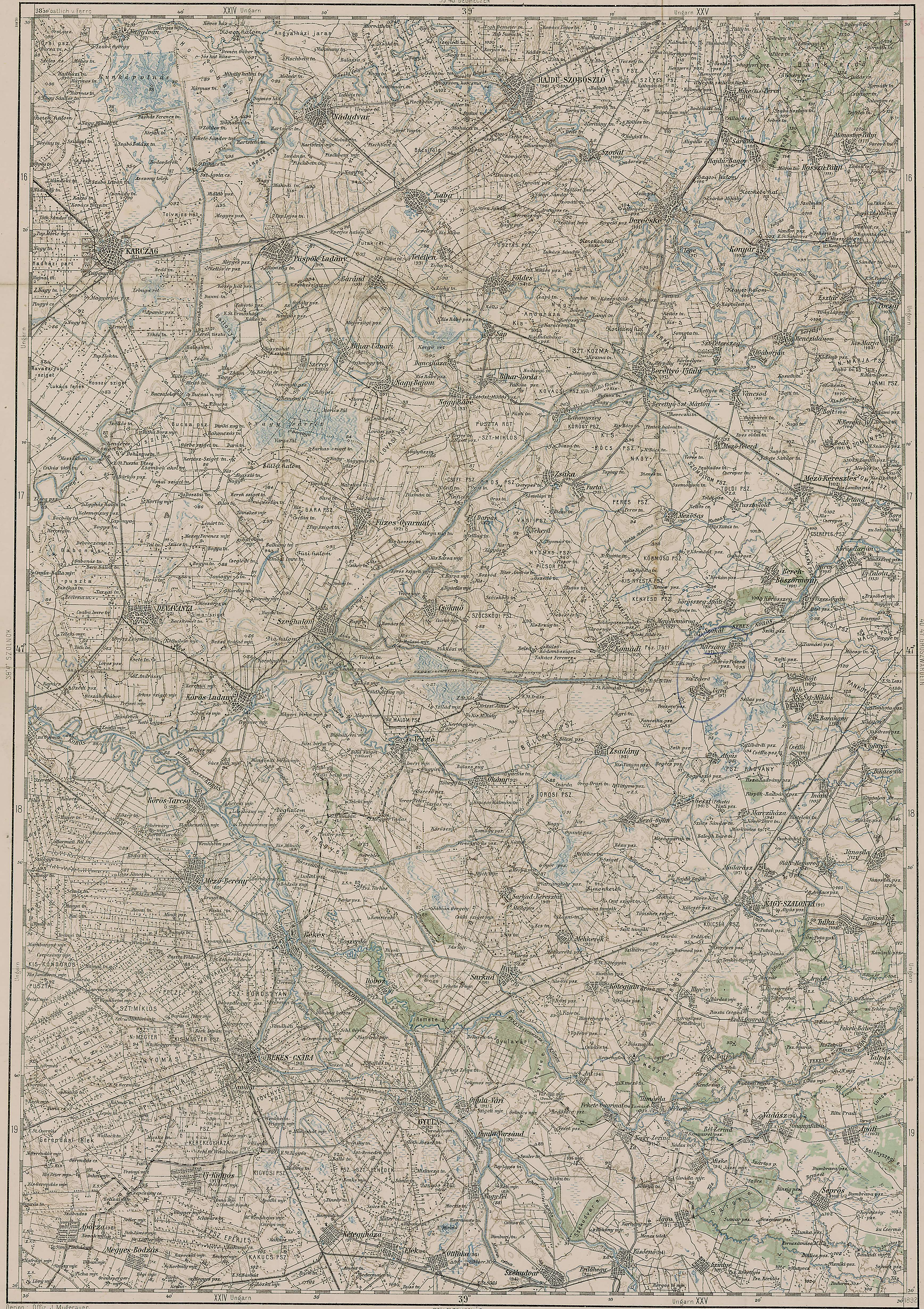
Sáránd (N 47° 24'; O 39° 18') um 1892 (Aufnahmeblatt der Franzisco-Josephinischen Landesaufnahme)

## Gemeindepartnerschaften
- Atid (Harghita) in Rumänien, seit 2015[2]
- Sălard (Bihor) in Rumänien

## Sehenswürdigkeiten
- Reformierte Kirche, erbaut 1886
- Skulptur Tulipán aus Holz, erschaffen von János Dezső

## Verkehr
Durch die Gemeinde führt die Hauptstraße Nr. 47, von der die Landstraße Nr. 4809 in östliche Richtung abzweigt. Es bestehen Busverbindungen nach Debrecen, Derecske und Létavértes. In Sáránd verzweigen sich die Bahnstrecken Debrecen–Létavértes und Sáránd–Episcopia Bihor. Es bestehen Zugverbindungen nach Debrecen und Nagykereki; der Personenverkehr zwischen Sáránd und Létavértes wurde am 13. Dezember 2009 eingestellt.